# Добри пастир (филм)
Добри пастир (енгл. The Good Shepherd), амерички је шпијунски трилер филм из 2006. у режији Роберта Де Нира. Сценарио је написао Ерик Рот. У филму играју Мет Дејмон, Анџелина Џоли и Роберт Де Ниро, са великом споредном глумачком поставом.
Едвард Вилсон, шпијун, поставља темеље ЦИА-е док ради у ОСС-у. Међутим, како почиње Хладни рат, он схвата да мора да плати цену за своју посвећеност дужности над породицом.

## Радња
Радња се одвија у неколико временских периода, нижући се у животну причу Едварда Вилсона.
1961. године Америчке обавештајне агенције планирају да се искрцају у Заливу свиња на Куби како би збациле Кастров режим.
Високи официр ЦИА, Едвард Вилсон (Дејмон), на путу на посао, под плаштом кусур, добија новчаницу од долара, чији је број кључан. Али ко је послао рачун и шта он значи, још није јасно.
Операција Залив свиња пропада због цурења информација. Председник Кенеди захтева истрагу и кажњавање одговорних. Вилсон је под сумњом - о томе сазнаје од свог дугогодишњег познаника, високорангираног агента ФБИ Сема Мурака (Болвин). Такође, од Мурака Вилсон добија приступ информацијама да шеф ЦИА-е Филип Ален (чији је прототип Ален Далес) има неколико милиона долара на рачунима у Швајцарској...
1939. године Студент Универзитета Јејл Едвард Вилсон придружује се Лобањи и костима, тајном друштву чији су чланови традиционално део америчке политичке и финансијске елите. Полажући заклетву, он, по обичају, мора својој новој браћи одати тајну коју до тог тренутка никоме није поверио: за Едварда је ово истина о смрти његовог оца, адмирала који заправо није умро. у несрећи при чишћењу оружја, и извршио самоубиство. Шестогодишњи Едвард, први који је пронашао тело свог оца, узео је из његове руке самоубилачко писмо, једини доказ да пуцањ није био случајан... Након церемоније иницијације, један од старијих чланова братства Ричард Хејс (Пејс), такође представник породице, обавештава Вилсона да од свог оца зна за адмиралов случај: било је питање његовог именовања на место министра морнарице, али је било сумње у његову лојалност актуелна власт. Хејс пита Вилсона шта је било у самоубилачкој поруци. Вилсон одговара да га није прочитао.
Тачан и педантан, лаконски, али ипак воли музику и књижевност, бродомакенство и спорт, Едвард је један од најбољих представника своје класе: богати ВАСП („восп“, „басп“ - бели англосаксонски протестанти). Конфликт се гради око Едвардове жеље да себи докаже лојалност и оданост принципима и идеалима земље и свог круга, често по цену интереса њему блиских људи и своје личне среће.
1961. године Ричард Хејс, бивши колега са Јејла, а сада старији колега из ЦИА, долази Едварду Вилсону и каже да су обојица осумњичени као починиоци неуспеха операције Залив свиња. Едвард, који има информације од Марока, одбија да разговара са Хејсом о тој теми.
1939. године На Јејлу, Вилсон похађа књижевни круг професора Фредерикса (Мајкл Гамбон). Професор даје Едварду удварање налик удварању. Такође, професор је очигледно агент утицаја нацистичке Немачке на Јејлу. Да би импресионирао Едварда, Фредерикс проглашава туђу песму као своју, али стицајем околности Едвард сазнаје за плагијат. Први пут код Вилсона долази агент ФБИ Сем Мурак, позива се на препоруке чланова братства Лобања и, позивајући се на дужност према својој земљи, тражи од Едварда да помогне у добијању информација које инкриминишу професора Фредерикса. Едвард прибавља потребне доказе, а професор је, да би избегао скандал, принуђен да поднесе оставку, остављајући не само Јејл, већ и Сједињене Државе. Када се Фредерикс опрашта од Едварда због издаје, он одговара да га је сам Фредерикс, присвојивши туђу песму, издао као учитеља ученика.
У исто време на Јејлу, Едвард упознаје глуву студентицу Лауру, развија озбиљан осећај према њој.
1940. године Вилсонов друг из разреда Џон Расел позива Едварда на вишегенерацијски годишњи састанак лобања на имању његове породице, упознајући Едварда са његовим оцем сенатором, као и са Филипом Аленом (Хурт) и генералом Саливаном (Де Ниро, заснован на Џејмсу Доновану), који чини Вилсона понуда за рад за америчке обавештајне агенције. Едварду ласка поверење које му је указано. Још једна нова познаница је Џонова сестра, прелепа Маргарет Расел (Анђелина Џоли), која одлучно заводи Едварда.
Ускоро Џон Расел објављује да је Маргарет трудна и сви очекују да Едвард уради „праву ствар“. Едвард је приморан да напусти Лору и ожени Маргарет како би спречио скандал у „свом кругу”.
Управо током прославе венчања, Едвард добија позив од генерала Саливана да ради у лондонској канцеларији америчке Канцеларије за стратешке услуге. Недељу дана након венчања, остављајући своју невољену младу жену, Едвард одлази у Лондон. Тамо упознаје Фредерикса и сазнаје да је био радник не немачке, већ америчке обавештајне службе и да је радио са генералом Саливеном, по чијем је упутству спровео операцију на Јејлу да би провокацијом идентификовао „непоуздане“ међу наставницима и студентима. Протеривање Фредерикса било је резултат недоследног рада две конкурентске службе – ФБИ и обавештајне службе. Професор и Едвард сада раде заједно. Такође у Лондону, Едвард почиње да сарађује са Рејем Броком (Туртуро). Упркос тешком почетку њихове везе, Брока постаје његов верни помоћник дуги низ година. Фредерикс учи Вилсона вештинама извиђача. Осим тога, Вилсон упознаје Арча Камингса (Крудапа, прототип Ким Филбија) и састаје се са старим познаником из Јејла и лобања, Ричардом Хејсом. Они обавештавају Вилсона да је Фредерикс, који је заиста хомосексуалац, рањив кроз ову слабост, а са њом је рањива и цела организација. Хејс и Камингс додељују Вилсону да се позабави Фредериксом. Професор схвата да је Едвард тај који мора да „затегне конопац“, али он се не опире и тек на крају износи своје тужне мисли о суштини шпијунске професије. Фредерикс је убијен пред Едвардом.
1945. године Вилсон, који никада није био код куће за све године рата, налази се у послератном Берлину. Он и Реј Брока раде са Филипом Аленом, учествујући у конфронтацији између обавештајних агенција бивших савезника у коалицији. У борби за технолошку супериорност, обоје лове научнике различитих националности, које су раније користили нацисти. Током овог периода рада, Едвард се први пут сусреће са совјетским агентом под псеудонимом „Уликс“ (Стефанко). Два агента се састају и постижу договор: Совјети добијају нацистичке и словенске научнике, а САД јеврејске научнике.
Између „Уликса“ и Едварда (коме су совјетски обавештајци дали надимак „Мама“) успоставља се нешто попут професионалне везе, засноване на међусобном поштовању два неумољива непријатеља.
Едвардова нова радница је немачки преводилац Хана Шилер. Хана је глува и носи исти апарат који је некада носила Лаура. Једног дана, док је разговарао телефоном са својим сином, Едвард сазнаје од њега да се његова мајка забавља са другим мушкарцем. После овог инцидента, Едвард прихвата Ханин позив да вечера у њеној кући, а затим постаје интиман са њом. Међутим, открива да се Хана само претвара да је глува и да чује без слушног апарата... Схвата да му је Хана измакла, а они који су то урадили чак знају за његову студентску романсу и посебан однос према жени која носи слушни апарат. Вилсон даје наређење да се Ханнах уклони упркос њиховој вези. Лажни слушни апарат Едвардови људи бацају у чајник са чајем - његов запосленик је откривен и уништен.
1946. године Вилсон се враћа кући, где први пут види свог сина Едварда млађег. Маргарет признаје своју прељубу Едварду. Признаје и да је имао „једну грешку”. Супружници покушавају да спасу брак, док остају странци.
У кућу Вилсонових стиже генерал Саливан, а Едвард добија нову понуду – да учествује у стварању стране обавештајне службе (касније – ЦИА).
1947. године Вилсон ради за ЦИА под Алленом. Едвард почиње своје активности на новом пољу операцијом у једној од земаља Централне Америке, где и Руси појачавају своје присуство. Противљење Американцима стално пружа одређена сила, иза које Вилсон погађа дело „Уликса”. Едвард се договара да осујети планове Руса тако што ће уништити плантаже кафе због напуштених ројева скакаваца предвођених америчким агентима. Као одговор, „Уликс” му шаље конзерву кафе, у којој открива прст агента који је извршио операцију са прстеном за матуранте Јејла. Едвард ступа у контакт са "Улисом" и преговара са њим да оконча конфронтацију. Едвард млађи случајно чује разговор свог оца.
Породични живот пара Вилсон се не слаже. У ствари, Едвард живи са Маргарет само због свог сина. Жена почиње да пије, не схватајући зашто су несрећни. Син постаје сведок скандала између родитеља.
Едвард наставља да одржава контакт са ФБИ агентом Семом Мураком. Он сумња да се добро започета акција прскања скакавцима завршила са прстом у тегли, не као случајност, већ као издаја. Вилсон тражи од Мурака да добије ФБИ досије о Филипу Алену. Мурак се лати посла, и даље искориштавајући конфронтацију шефа ФБИ Хувера са обавештајним подацима. Тако, много пре неуспеха операције Залив свиња, Едвард почиње да сумња на свог претпостављеног, шефа ЦИА.
1961. године Едвард испитује информације добијене од Мурака о Аленовим швајцарским рачунима. Одједном, сам Ален долази код Вилсона и почиње да прича о неуспеху операције у Заливу свиња. Едвард одбија да са шефом разговара о својим сумњама о кривцу за цурење.
1953. године Извесни официр КГБ-а јавља преко тајног канала комуникације ЦИА-е да жели да добије азил у Сједињеним Државама, спреман је да пружи информације о најновијим неуспесима и Улису, али жели да ради са Едвардом Вилсоном. Едвард проверава прелиминарне информације агента, уверава се да заиста има информације о „Улису“ и даје му гаранције. Испоставља се да је агент извесни Валентин Миронов. Упркос чињеници да Вилсон сумња да се не ради о правом официру КГБ-а Миронову, већ о агенту провокатору којег је послао лично „Уликс“, он одлучује да искористи информације од пребегника, посебно да су Совјети спонзорисали кубанске побуњенике предвођене Фиделом Кастром. . Вилсону се обраћа Арч Камингс, који је добио дозволу од Филипа Алена да такође ради са Мироновим. Арч даје Миронову издање Уликса Џејмса Џојса као знак пажње свом "колеги" са друге стране гвоздене завесе. Едвард је срећан што поново сретне свог колегу током битке за Британију.
1958 Едвард и Камингс настављају да раде са Мироновим. Једног дана, сва тројица одлазе на Бродвеј у позориште на представу Трешњиног воћа. У ходнику Едвард види Лору и схвата да осећања према њој нису умрла. Почињу да се забављају.
Ален пита Едварда да ли ће његов син Едвард Јр. изабрати ЦИА-у као свој будући посао.
Маргарет Вилсон добија коверту у којој се налазе тајно снимљене фотографије њеног мужа и Лауре. Она изазива јавни скандал, Едвард схвата да га људи из "Уликса" и даље прате и одлучује да престане да се виђа са Лором, јер га то чини рањивим. Спашава свој брак са Маргарет. Едвард Млађи верује да је отац одговоран за мајчине несреће.
1960. сенатор Кенеди у кампањи за председника, Вилсон наставља да ради са пребегом Мироновим. Одједном се у источној Европи појављује човек који себе назива агентом КГБ-а Валентин Миронов. Он тврди да је претходни пребег провокатор „Уликс” по имену Јуриј Модин, закржљали као Валентин Миронов. Муче се нови пребег, сумњичећи га за агента „Уликс“, који би требало да поткопа кредибилитет информација добијених од Миронова. Након што је претучен и понижен, пребег врши самоубиство бацивши се кроз прозор. Вилсон наставља да ради са Мироновим.
Едвард посећује свог одраслог сина, који се такође придружује Друштву лобање и костију на Универзитету Јејл. Вилсон млађи већ има понуду да постане агент ЦИА. Маргарет се томе оштро противи. Између супружника долази до свађе, током које жена оптужује Едварда да не воли сопствено дете ако га пошаље да ради у организацији која га је учинила сопственим робом. Едвард је дирнут до сржи и у налету скандала каже да свог сина воли више од свега на свету, да се чак и оженио њом због њега, иако је никада није волео. Обећава жени да ће пазити на њиховог сина.
У Њујорку се Вилсон, на дојаву истог агента ФБИ Сема Мурака, састаје са вођом мафије Џозефом Палмијем (Пеши, прототип Сема Ђанкане), који је изгубио казина и хотеле због револуције на Куби. Они ће га послати, јер. није рођен, већ натурализовани Американац италијанског порекла. Вилсон нуди договор: тражи ревизију случаја Палми у замену за његове везе на Куби - то се ради у оквиру припрема за операцију у Заливу свиња.
Едвард млађи чује разговор између Алена и Вилсона о планираном месту за слетање. Едвард старији, након што је ово открио, захтева да његов син ћути. Маргарет одлучује да пусти мужа и врати се својој мајци. Вилсон је сам...
1961. године Едвард наставља да истражује цурење информација о неуспешној операцији. Према претпоставци Вилсонових запослених, информација је пренета у Конго, републику у којој је јак утицај Совјета. Едвард путује у Конго и проналази хотелску собу у којој је одржан састанак између мушкарца и жене. У овом броју открива поклон свом сину Едварду млађем, минијатурни брод у стакленој посуди, који је направио својим рукама.
Долазак Вилсона чека "Уликса" - знао је да ће његов колега пре или касније схватити издајника. Испоставило се да се девојка из Конга коју воли Едвард млађи испоставило да је совјетски агент. „Уликс” нуди да свом старом „заклетом пријатељу” учини услугу: да спасе углед свог сина (а уједно и оца), али ће се на тај начин Едвард наћи на удици совјетских специјалних служби. Вилсон ће морати да изабере шта му је драже - своју земљу или сина.
Обавештава Едварда млађег да је контактирао шпијуна, али не верује свом оцу, и да ће се оженити њом, дан венчања је заказан.
Покушавајући да схвати шта се дешава, Едвард изненада открива игру "Уликс" и схвата да је Валентин Миронов и даље двоструки агент. Едвард открива и издају свог колеге Арча Камингса, који је дуго радио за Совјете и свих ових година био веза за лажног Миронова. Али Арцх Цуммингс успева да побегне.
Вилсон поново успоставља директан контакт са Уликсом. Сада говоре као једнаки. Едвард одбија да ради за Совјете, схватајући да „Уликс” ипак неће изручити Едварда млађег, јер. убивши оба Вилсона, изгубиће поуздан и утицајан контакт у ЦИА за решавање осетљивих питања.
Агенти се слажу да одбаце карте које су одиграли. По договору између њих, невеста Едварда млађег је решена: Вилсону није потребан издајник у породици, „Улису“ више није потребан откривени агент. На растанку, послушник „Уликс“, под изговором размене, тражи од Едварда долар. Овако агенти комуницирају једни са другима: долар добијен на почетку филма је сигнал предстојећег састанка.
Вољена Едварда Млађег нестаје на путу до сопственог венчања (из авиона је избацују људи из „Уликса”). На дан венчања, Вилсон упознаје Маргарет у цркви. Када постане јасно да је млада нестала, Маргарет схвата да иза свега овога стоји ЦИА. Син каже оцу да је девојчица чекала дете...
Информације добијене од агента ФБИ Сема Мурака о тајним рачунима Филипа Алена помажу Едварду Вилсону да примора Филипа Алена да преузме политичку одговорност за неуспех искрцавања у Заливу свиња и поднесе оставку. Ричард Хејс је именован на упражњено место. Схватајући да Вилсон и његове мистериозне везе са разним људима стоје иза Аленове оставке, Хејз позива Едварда да постане нови шеф контраобавештајне јединице. У очима оних око њега, Вилсон је оличење духа ЦИА-е.
Сам у празној кући у којој је некада живео са женом и сином, Едвард Вилсон извлачи очево самоубилачко писмо ујутру на дан почетка новог посла. Сакрио га је пре скоро 40 година, али га отвара тек сада: у њему чита очево признање сопствене слабости и оправданост сумњи против њега, као и наређење Едварду да буде добар муж и отац, да учини оно што воли у животу, а не да дозволи слабост... Едвард Вилсон одлази у Канцеларију и добија кључеве нове канцеларије - испунио је очев завет, барем у томе што је успео да избегне слабост.